# Jonesova oxidace
Jonesova oxidace je organická reakce spočívající v oxidaci primárních alkoholů na karboxylové kyseliny a sekundárních na ketony. Šlo o jednu z prvních metod oxidace alkoholů, která byla nahrazena postupy založenými na mírnějších podmínkách a selektivních činidlech, jako je Collinsovo.
Jako Jonesovo činidlo se označuje roztok oxidu chromového v kyselině sírové. Tento roztok se přidává k acetonovému roztoku substrátu. Místo oxidu chromového lze použít i dichroman draselný. Oxidace probíhá velmi rychle a je silně exotermní.
Výtěžnosti bývají vysoké a činidlo je snadno dostupné; chromové sloučeniny jsou ale karcinogenní, což způsobuje omezení využívání tohoto postupu.

## Stechiometrie a mechanismus
Jonesovo činidlo přeměňuje primární alkoholy na aldehydy a sekundární na ketony. Za určitých reakčních podmínek mohou být aldehydy dále přeměněny na karboxylové kyseliny. Při oxidacích aldehydů a ketonů oxidují dva ekvivalenty kyseliny chromové tři ekvivalenty alkoholu:
2 HCrO4− + 3 RR'C(OH)H + 8 H+ + 4 H2O → 2 [Cr(H2O)6]3+ + 3 RR'CO
U oxidací primárních alkoholů na karboxylové kyseliny 4 ekvivalenty kyseliny oxidují tři ekvivalenty alkoholu, přičemž se jako meziprodukt tvoří aldehyd.
4 HCrO4− + 3 RCH2OH + 16 H+ + 11 H2O → 4 [Cr(H2O)6]3+ + 3 RCOOH
Anorganické produkty jsou zbarvené zeleně, jak je běžné u chromitých aquakomplexů.
Podobně jako mnohé jiné oxidace alkoholů kovovými oxidy probíhá reakce přes smíšený chromátový ester, CrO3(OCH2R)−.
CrO3(OH)− + RCH2OH → CrO3(OCH2R)− + H2O
Podobně jako u běžných esterů tvorbu těchto chromátů urychluje přítomnost kyseliny. Tyto estery lze izolovat, pokud je příslušný alkohol terciární, protože takové alkoholy nemají α vodíky, které by se odštěpily za vzniku karbonylové sloučeniny. Pomocí terc-butylalkoholu je například možné izolovat di-terc-butylchromát ((CH3)3CO)2CrO2), který je také dobrým oxidačním činidlem.
Alkoholy obsahující atomy vodíku v poloze alfa vůči kyslíku vedou k rozpadu chromátu na karbonylovou sloučeninu a špatně popsatelný chromičitý produkt:
CrO3(OCH2R)− → CrO2OH− + O=CHR
Deuterované alkoholy HOCD2R se oxidují přibližně šestkrát pomaleji než jejich nedeuterované obdoby. Tento výrazný kinetický izotopový efekt naznačuje, že krokem určujícím rychlost reakce je štěpení vazeb C–H (nebo C–D).

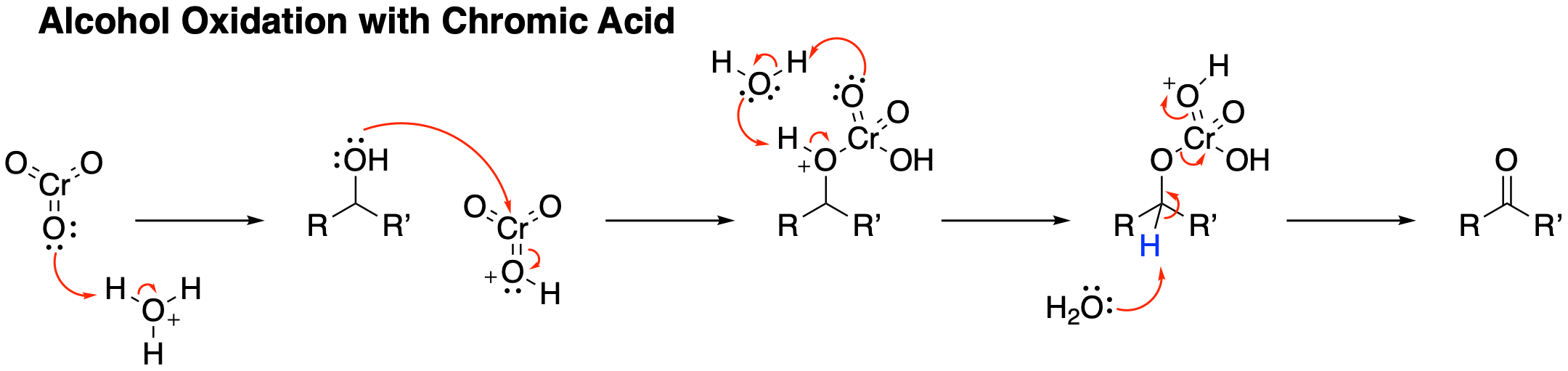
Mechanismus Jonesovy oxidace

Stechiometrie reakce naznačuje, že se vytváří chromičitý meziprodukt CrO2OH−, který se synproporcionuje s kyselinou chromovou na oxid chromičný, také vyvolávající oxidaci alkoholu.
Oxidace aldehydů pravděpodobně procházejí přes poloacetalové meziprodukty, vznikající navazováním O3CrO-H− na vazby C=O.
K oxidacím násobných vazeb dochází výjimečně.

## Příklady reakcí
Jonesova oxidace se stále používá v organické syntéze. Ke sledování průběhu reakce lze použít například infračervenou spektroskopii.

## Podobné postupy
K oxidaci alkoholů lze také použít Collinsovo činidlo, dichroman pyridinia a chlorchroman pyridinia.